# Recouvrance
Recouvrance es una comuna francesa situada en el departamento del Territorio de Belfort, de la región de Borgoña-Franco Condado.

## Geografía
Está ubicada a 11 km al sureste de Belfort y forma una única aglomeración con Brebotte.

## Demografía
| 31 | 30 | 30 | 41 | 57 | 63 | 75 | 103 |
| Para los censos de 1962 a 1999 la población legal corresponde a la población sin duplicidades (Fuente: INSEE [Consultar]) |    |    |    |    |    |    |     |